# Cai Chang
Cai Chang, née le 14 mai 1900 dans le Hunan en Chine et décédée le 11 septembre 1990 à Pékin, est une femme politique chinoise, membre du Parti communiste chinois. Elle est la première femme à avoir fait partie du Comité central du Parti communiste chinois. 

## Biographie

### Famille
Le père de Cai Chang est progressiste et sa mère, Ge Jianhao (zh), s'assure qu'elle aille à l'école bien que celle-ci ne la rejoint qu'à l'âge de 11 ans. C'est là qu'elle rencontre de nombreuses autres femmes radicales telles que Xiang Jingyu. Mao Zedong est ami avec son frère Cai Hesen.
Xiang Jingyu devient la femme de ce dernier mais ils disparaissent en 1928 et 1931, exécutés par le Kuomintang.
À la suite du décès de son père, sa mère déménage à Changsha, dans le Hunan, et sa maison devient un salon politique où de futurs dirigeants chinois se rencontrent. Elle devient professeure de sport et adhère au Parti communiste chinois en parallèle.

### Formation
La fin de la Première Guerre mondiale crée une forte demande de travailleurs non qualifiés et des programmes sont mis en place pour les attirer. Cai Chang et son frère partent ainsi étudier en France avec l'aide du mouvement Travail-Études. Elle y rencontre son futur mari, Li Fuchun, au collège de Montargis, qui lui aussi fait partie d'une communauté chinoise du Hunan. 
En 1923, elle adhère au Parti communiste chinois,. 
Elle part en 1924 pour la Russie et étudie l'anarchisme, le marxisme et le léninisme ainsi que d'autres penseurs chinois féministes à l'université communiste des travailleurs d'Orient de Moscou.

### Carrière politique
De 1934 à 1935, Cai Chang  se joint à son mari pendant la Longue Marche. 
Elle a, après la fondation de la république populaire de Chine, présidé durant plusieurs années la Fédération nationale des femmes de Chine. 
Elle a fait partie des 8e, 9e, 10e et 11e Comités centraux du PCC et a également été membre du Comité permanent des 1re, 2e et 3e Assemblées nationales populaires, puis  vice-présidente du Comité permanent des 4e et 5e Assemblées,. 

### Vie privée
En 1922, Cai Chang se marie avec Li Fuchun, un homme politique communiste chinois.